# Blåkindad kanarieödla
Blåkindad kanarieödla (Gallotia galloti) är en art i släktet kanarieödlor som tillhör familjen egentliga ödlor. Arten är endemisk på öarna Teneriffa och La Palma men på El Hierro och La Gomera lever däremot arten Gallotia caesaris.
Vanligen räknas fyra underarter till arten:
- Gallotia galloti galloti i södra och centrala Teneriffa
- Gallotia galloti eisentrauti i norra Teneriffa
- Gallotia galloti insulanagae i bergstrakten Macizo de Anaga på Teneriffa
- Gallotia galloti palmae på La Palma

## Levnadssätt
Blåkindad kanarieödla föredrar öppna klippiga regioner. Den är kulturföljare och vistas ofta på stenmurar. Födan utgörs av växtdelar och mindre ryggradslösa djur.
Arten är jämförelsevis talrik och betraktas i vissa regioner som skadedjur, särskild i vinodlingsområden. Den bekämpas där med gift och fällor.

## Beskrivning
Hannar är större än honor och de har ofta lysande blåa kinder samt blåa fläckar på sidorna. Honans kinder är matt ljusblå eller bronsfärgade. Ungar har ett mönster av bruna längsgående strimmor. Hannar når en längd upp till 30 centimeter.